# Краслаг
Краслаг (Красноярский лагерь) — Красноярский ИТЛ, был организован 5 февраля 1938 года в нескольких районах юго-восточной части Красноярского края. Его не следует путать с Краслагом Енисейстроя. В отличие от многих других лагерей сталинских времён, Краслаг не был закрыт, он существует ныне под названием «Управление п/я У-235».

## История
Краслаг — типичный лесоповальный лагерь. Он возник одновременно с другими подобными лесозаготовительными лагерями в начале 1938 года, такими как Унжлаг, Вятлаг, Усольлаг, Севураллаг.
Первоначально управление Краслага располагалось в городе Канске, но c 1946 года приказом переведено на станцию Решоты (посёлок Нижняя Пойма), в действительности перевод был завершён лишь в 1948 году. На станции Решоты управление пенитенциарного учреждения «п/я У-235» находится до сих пор.
В 1938 году Краслаг был сформирован за счёт этапов из тюрем Приморья, Хабаровска, Читы, из Донбасса, Днепропетровска, Харькова, Киева и, видимо, из Крыма, позднее пришли этапы из Алма-Аты, Семипалатинска и других районов Казахстана. В 1939 и 1940 годах Краслаг пополнили этапы из Ленинграда и средней полосы России. В этих этапах преобладали осуждённые по 58-й статье, то есть политзаключённые.
Летом 1941 года в Краслаг пришёл очень большой этап из Литвы, в нём были в основном литовцы, арестованные накануне войны, 13-19 июня 1941 года. Лишь в конце 1942 и начале 1943 года их нахождение в лагере было «оформлено» решением Особого совещания, так смертность в этот период в Краслаге была очень высокой, многие литовцы оказались осуждёнными уже после смерти. Большинству из них ОСО назначило сроки от 5 до 10 лет, некоторые были приговорены к «высшей мере наказания» и расстреляны в Канской тюрьме.
12 января 1942 года в Краслаге были сформированы отряды из числа попавших в ссылку в Красноярский край нескольких тысяч поволжских немцев. В ссылке они оказались исключительно по национальному признаку, у них не было ни статей, ни сроков. Отряды немцев отдельные зоны с такой же колючей проволокой, вышками, конвоем, бараками, пайками и нормами. Но называлось это «трудармия». В «трудармейских» зонах действовали партийные и комсомольские организации, но без права приёма новых членов. Немцев были выпущены из Краслага в 1946 году обратно в ссылку.
Во второй половине 1940-х годов в Краслаг пришли крупные этапы из Львова и других тюрем Западной Украины, в том числе большие женские этапы. Были также большие этапы из тюрем Минска и Орши.
Вплоть до 1949—1950 годов в Краслаге преобладали политзаключённые. После организации особлагов большая часть политзаключённых была отправлена в особые лагеря Песчанлаг и Степлаг.
5 ноября 1952 года из Краслага был выделен Тугачинский ИТЛ в Саянском районе Красноярского края, а 29 апреля 1953 года закрыт и влит снова в Краслаг. Число заключённых в Тугачлаге составляло 4781 человек на январь 1953.

## Структура
Как и во всех лесоповальных лагерях, лагпункты в Краслаге, как правило, были невелики по размеру: обычно около 600—800 зэка, редко более 1000.

## Численность
| Дата          | численность | Дата          | численность |
| ------------- | ----------- | ------------- | ----------- |
| 1 апреля 1938 | 9 924       | 1 января 1950 | 30 007      |
| 1 января 1939 | 15 233      | 1 января 1951 | 23 345      |
| 1 января 1940 | 17 219      | 1 января 1952 | 26 481      |
| 1 января 1941 | 17 829      | 1 января 1953 | 30 546      |
| 1 января 1942 | 22 686      | 1 января 1954 | 16 555      |
| 1 января 1943 | 16 410      | 1 января 1955 | 19 651      |
| 1 января 1944 | 14 190      | 1 января 1956 | 19 949      |
| 1 января 1945 | 12 982      | 1 января 1957 | 19 591      |
| 1 января 1946 | 13 875      | 1 января 1958 | нет данных  |
| 1 января 1947 | нет данных  | 1 января 1959 | 17 231      |
| 1 января 1948 | 23 900      | 1 января 1960 | 13 685      |

За первую половину 1953 года численность заключенных в Краслаге сократилась на 13 359 человек (с 30 546 до 17 187 к 15 июля 1953) или на 43,7 %, что наглядно свидетельствует о масштабе «ворошиловской» амнистии.

## Начальники
- Долгих Иван Иванович, начальник Управления с 17.02.1938 г. по 21.03.1938 г. После этого был переведён начальником в Вятское Управление[2];
- Шатов-Лившен Ефим Самуилович, капитан ГБ, с 21.03.1938 по 28.05.1940. 21.04.1940 года был арестован и приговорён к ВМН, затем приговор был заменён на лишение свободы. Вторично был осуждён 30.09.1950 года. Позже был реабилитирован[3]
- Почтарёв Григорий Максимович, капитан ГБ, начальник Управления с 28.05.1940 г. по 13.08.1943 г., (13.08.1943 назначен начальником Унжлага). Впоследствии был переведён в г. Москву, на должность заместителя начальника Главного управления лагерей лесной промышленности с присвоением 20.09.1943 года — звания подполковника госбезопасности[4];
- Филиппов А. В., подполковник, позднее полковник ГБ, с 7.07.1943 по 14.01.1947 («исключён за смертью»)[5];
- Аникин Яков Васильевич, майор, позднее подполковник, начальник Управления с 14.02.1947 г. по 25.02.1950 г.[6];
- Павловский Николай Петрович, подполковник, начальник Управления с 25.02.1950 — 09.07.1953 г.г. В 1953 году был переведён в г. Москву[источник не указан 3381 день]
- Купцов Н. М., и. о. начальника, подполковник внутренней службы, с 1.04.1953 по 26.06.1953;
- Коренчук Иван Тимофеевич, майор, с 26.06.1953 (и. о. начальника), начальник Управления с 09.07.1953 г. — 01.08.1955 г. 01.08.1955 г. был откомандирован в распоряжение отдела кадров ГУЛАГа МВД СССР[источник не указан 3381 день];
- Цылев М. Н., подполковник, с 24.06.1955 — ?;
- Таскаев Н. А., подполковник ВС, с 13.06.1956 (и. о. начальника) — ?; с 29.09.1956 (начальник) — ?;

### Заместители начальника
- Шатов-Лившен Е. С., капитан государственной безопасности, c 5.02.1938[7].
- Долгих И. И., полковник, с марта 1938 по март 1939[8].
- Цапалин П. И., майор ГБ, с января 1941 по 4.01.1945;
- Филатов В. Г., капитан, упоминается как освобожденный от должности в 1948 г.;
- Герус Ф. Д., подполковник, упоминается в 1951—1952 годах;
- Кокшаев В. И., полковник, с 23.02.1954 — ?.